# Никон (Лысенко)
Епископ Никон (в миру Павел Карпович Лысенко; 15 января 1890, местечко Ходаровка, Житомирская область — 24 мая 1972, Киев) — епископ Русской православной церкви, епископ Воронежский и Липецкий.

## Биография
Родился 15 января 1890 года в местечке Ходаровке, Житомирской области в бедной крестьянской семье.
В 1909 году окончил Коростышевскую учительскую семинарию, а в 1911 году — богословские классы Киевской духовной семинарии. Преподавал в народных школах Киевской губернии.
С 1915 по 1917 год состоял на военной службе.
20 мая 1917 года был рукоположен в сан диакона, а 27 мая — во священника и назначен в Ростовско-Бородичный храм Полтавы.
В 1922 году возведён в сан протоиерея.
С 1929 по 1931 год — священник города Фастова Житомирской области.
В 1932 году был судим как «пособник врагов народа», провел в концлагере и на лесоповале 4 года и 9 месяцев. С 1936 года работал в Краснодарском краевом управлении народнохозяйственного учёта.
С 1942 по 1945 год служил священником в Киевской и Краснодарской епархиях.
29 сентября 1958 года пострижен в монашество с именем Никон, в честь преподобного Никона Радонежского, и зачислен в состав братии Свято-Троицкой Сергиевой Лавры. К празднику Рождества Христова иеромонах Никон был возведён в сан архимандрита.
Постановлением Святейшего патриарха Алексия и Священного Синода от 6 марта 1959 года ему определено быть епископом Уфимским и Стерлитамакским. 11 марта в трапезном Сергиевском храме Троице-Сергиевой Лавры состоялось его наречение, а 12 марта 1959 года — хиротония совершённая патриархом Московским и всея Руси Алексием и епископами Афанасием (Сахаровым), Серафимом (Шараповым) и Дмитровским Пименом (Извековым).
С 9 октября 1963 года — епископ Воронежский и Липецкий, но уже 30 марта 1964 года был уволен на покой по болезни.
Проживал в Краснодаре, где, по благословению патриарха, совершал богослужения в Свято-Екатерининском кафедральном соборе.
Последние пять лет жизни жил в Киеве, где уже не мог служить по причине слабости, но часто молился в храмах и причащался Святых Христовых Таин.
Скончался 24 мая 1972 года в Киеве, где и был похоронен на городском Байковом кладбище.

## Сочинения
- «Речь при наречении его во епископа» // ЖМП, 1959. — № 4.
- «Фотиево» крещение славяно-россов и его значение в предыстории Крещения Руси. // Богословские труды. — № 29. — 1989. — С. 27—40